# La Garnison amoureuse
Pour plus de détails, voir Fiche technique et Distribution.
La Garnison amoureuse est un film français réalisé par Max de Vaucorbeil, sorti en 1934.

## Synopsis
Dans une caserne de dragons d'une petite ville de province en 1920, le nouveau colonel du régiment consigne tous les hommes. Trois soldats bravent les ordres et sautent le mur. Mais le colonel devient indulgent grâce à l'intervention du général qui n'est pas resté insensible au charme d'une jeune américaine.

## Fiche technique
- Titre : La Garnison amoureuse
- Réalisation : Max de Vaucorbeil
- Scénario, adaptation et dialogues : Jean Boyer
- Photographie : Gérard Perrin, Franz Planer
- Montage : Ernest Hajos
- Musique : Ralph Erwin
- Décors : Guy de Gastyne
- Société de production : Flora Films
- Pays de production :  France
- Langue : français
- Tournage en novembre 1933
- Format : Noir et blanc — 35 mm — 1,37:1 — Son : Mono
- Genre : Comédie militaire
- Durée : 90 minutes
- Date de sortie :
  - France : 24 mars 1934

## Distribution
- Fernandel : le deuxième classe Frédéric
- Pierre Brasseur : le deuxième classe Paul
- Raymond Cordy :  le deuxième classe Pierre
- Lucien Baroux : le colonel du régiment
- Pierre Magnier : le général
- Betty Stockfeld : Dora, la femme à la rose
- Janine Merrey : la femme de chambre
- Christiane Dor : Victoire
- Nicole de Rouves : Arabella
- Fernand Frey : le bonimenteur
- Charles Fallot : l'instituteur
- Georges Cahuzac : le docteur
- Lucien Callamand : un adjudant
- Bill Bockett : le major
- Raymond Aimos : le portier de l'hôtel
- Titys : le pharmacien
- Eugène Stuber : un conseiller municipal
- Lucien Desagneaux
- Monette Dinay